# Burak Çolak
Burak Çolak (* 8. Januar 1993 in İskenderun) ist ein türkischer Fußballspieler.

## Karriere
Çolak erlernte das Fußballspielen u. a. in den Nachwuchsabteilungen der Vereine Muğlaspor und Niksar Belediyespor. 2008 wurde er vom Scoutteam des damaligen Erstligisten Hacettepe SK, dem Zweitvereins Gençlerbirliği Ankaras, und in die Nachwuchsabteilung geholt. 2011 wechselte er zur Jugend Gençlerbirliği, kehrte aber bereits nach einem Jahr zu Hacettepe zurück. 
Bei Hacettepe wurde er im Sommer 2012 mit einem Profivertrag versehen und wurde Teil der Profimannschaft. Sein Profidebüt gab er am 8. September 2012 in der Viertligapartie gegen İskenderunspor 1967. In der Saison 2013/14 erreichte er mit seinem Verein die Play-off-Sieg der TFF 3. Lig und Aufstieg in die TFF 2. Lig.
Für die Saison 2016/17 wurde er zusammen mit weiteren Teamkollegen an den Zweitligisten Göztepe Izmir ausgeliehen. Mit diesem Verein beendete er die Saison als Play-off-Sieger und schaffte so den Aufstieg in die Süper Lig.
Im Sommer 2017 wechselte er zwar erst zu Gençlerbirliği Ankara, wurde aber für die Saison 2017/18 an Hacettepe SK ausgeliehen.

## Erfolge
Mit Hacettepe SK
- Play-off-Sieger der TFF 3. Lig und Aufstieg in die TFF 2. Lig: 2013/14

Mit Göztepe Izmir
- Play-off-Sieger der TFF 1. Lig und Aufstieg in die Süper Lig: 2016/17